# Hongkong i olympiska vinterspelen 2010
Hongkong deltog med en deltagare vid de olympiska vinterspelen 2010 i Vancouver. Landets deltagare erövrade ingen medalj.

## Short track
- Han Yue Shuang